# Halobellus
Genre
Espèces de rang inférieur
- Halobellus clavatus
- Halobellus inordinatus
- Halobellus limi
- Halobellus rarus
- Halobellus salinus

Halobellus est un genre d'archées halophiles de la famille des Halobacteriaceae.